# Carla Tozzi
Carla Tozzi, detta Carlina (Torino, 26 settembre 1956), è un'ex velocista italiana.

## Biografia

Meeting di Roma, Archivio personale

Diplomata ISEF, vinse 3 Campionati Nazionali Universitari Primaverili consecutivi, nel 1976, 1977 e 1978 a Rieti. Realizzò 2 record italiani nell'atletica leggera nella staffetta 4x400 m (1975) e nella staffetta 4x200 m (1975). Ha gareggiato per il CUS Torino, per il FIAT Torino e per il FIAT OM Brescia. Attualmente è docente di Educazione fisica nella scuola secondaria di secondo grado Europa Unita (Chivasso, TO).

## Record

### Nazionali
- Staffetta 4x400 m, 3º45"20' (Grassano, Donata Govoni, Tozzi, Gregorutti), 30 luglio 1975.
- Staffetta 4x200 m, 1º38"01' (Perrone, Tozzi, Donata Govoni, Grassano), 5 ottobre 1975.

### Personali
- Staffetta 4x400 m, Primato indoor, 3º42"20' (Tozzi, Taioli, Gregorutti, Rita Bottiglieri), 25 giugno 1977.
- 400 m piani, 55"10', in occasione dei Campionati assoluti di Società, allo Stadio Olimpico di Roma.

## Palmarès
Campionati Universitari Nazionali Primaverili
- 1976, 400 m piani, 1º classificata, 56"50', società CUS Torino
- 1977, 400 m piani, 1º classificata, 56"11'
- 1978, 400 m piani, 1º classificata